# Giovanni Marchese
Giovanni Marchese (* 17. Oktober 1984 in Caltanissetta) ist ein ehemaliger italienischer Fußballspieler und heutiger Trainer.

## Karriere

### Im Verein
Marchese entstammt der Jugend von Torino Calcio und wurde 2001 in den Profikader übernommen. Nach lediglich sieben Einsätzen in drei Jahren wurde er an den FC Treviso verliehen, für den er 30 Einsätze verbuchte. 2005 wechselte er zu Chievo Verona, konnte sich dort aber in seinem ersten halben Jahr ebenfalls nicht durchsetzen, es folgte eine Leihe zu Catania Calcio. In den beiden folgenden Spielzeiten kam Marchese nur sporadisch zum Einsatz und wurde deshalb zuerst für ein halbes Jahr an die AS Bari verliehen, für die er in 19 Spielen ein Tor erzielte. Danach folgte eine Leihstation bei Salernitana Calcio 1919, dort absolvierte er 34 Partien. In der Spielzeit 2009/10 war er erneut an Catania Calcio verliehen, die ihn trotz weniger Einsätze verpflichtete. Auch die nächsten drei Jahre spielte Marchese für Catania in der Serie A. Zur Spielzeit 2013/14 schloss er sich dem CFC Genua an.
Im August 2016 wurde Marcheses Vertrag beim CFC Genua aufgelöst, woraufhin er vereinslos war. Im Januar 2017 nahm ihn sein Ex-Verein Catania Calcio unter Vertrag, wo er 2020 seine Karriere beendete.

### In der Nationalmannschaft
Marchese absolvierte 2004 zwei Partien für die U-20- und 2005 drei Partien für die U-21-Auswahl Italiens.

## Erfolge
- Aufstieg in die Serie A: 2005/06